# Гартнер, Теодор
Теодор Гартнер (нем. Theodor Gartner; 4 ноября 1843, Вена, Австрийская империя —29 апреля 1925, Инсбрук, Австрия) — австрийский языковед, педагог, профессор немецкого происхождения.

## Биография
После окончания Венского университета, с 1868 по 1885 год учительствовал в школах Венгрии.
С 1885 года — профессор романской филологии Черновицкого университета. Проводил исследования румынских говоров на территории Буковины.
Живя среди украинцев, заинтересовался их языком, прежде всего, грамматикой, фонетикой и лексикой.
Изучал украинский язык под руководством заведующего кафедрой украинского языка и литературы Степана Смаль-Стоцкого.
Обучаясь по тогдашним учебникам, обнаружил в них определённую непоследовательность и противоречия. В соавторстве со Смаль-Стоцким издал в Вене труд «Грамматика рутенского (украинского) языка» (нем. «Grammatik der Ruthenischen (Ukrainischen) Srache» von Stepan Smal-Stockyj und Theodor Gartner, 1913).
Кроме того, совместно со Смаль-Стоцким написал учебник для средних школ «Руська граматика» («Русская грамматика», Черновцы, 1893), который выдержал четыре издания и вплоть до 1928 года служил учебником по украинскому языку в средних школах Галичины и Буковины.
Участвовал в составлении правописания в Западной Украине по фонетическому принципу в противовес существующему этимологическому.
В своих работах утверждал, что украинский язык происходит непосредственно от праславянского, а не древнерусского языка, доказывал его родство с сербским, чем вызвал острую критику и дискуссии.
С 1899 — профессор французского языка Черновицкого университета, затем — до 1913 он был руководителем вновь созданной кафедры романской филологии Инсбрукского университета.
С 1897 был почётным членом академического братства «Арминия» в Черновцах.
Автор ряда работ по венгерскому и языку ромов.